# Odmar Færø
Odmar Færø (ur. 1 listopada 1989 roku w Tórshavn na Wyspach Owczych) – farerski piłkarz występujący na pozycji obrońcy w klubie piłkarskim B36 Tórshavn oraz w reprezentacji Wysp Owczych.

## Kariera klubowa
Karierę piłkarską Færø rozpoczynał w Szkocji, gdzie jego ojciec (Oddmar Færø, dawniej również piłkarz) prowadził praktykę dentystyczną. Jako junior grał w Westhill Boys Club, Dyce Juniors oraz Keith FC. Ostatni z nich zauważył go na turnieju dla graczy poniżej szesnastego roku życia Aberdeen International Football Festival. Jako siedemnastolatek powrócił na Wyspy Owcze i rozpoczął grę dla B36 Tórshavn.
W pierwszej drużynie nowego klubu zadebiutował 8 sierpnia 2007 roku w spotkaniu siedemnastej kolejki Formuladeildin przeciwko B71 Sandoy, które zakończyły się rezultatem 3:0. Zmienił wówczas w siedemdziesiątej pierwszej minucie Heiniego í Skorini. W B36 Tórshavn pozostał do lutego 2009 roku, kiedy podpisał półroczny kontrakt z duńskim Brøndby IF. Do końca sezonu występował tam w drużynie młodzieżowej, a następnie wrócił do klubu ze stolicy Wysp Owczych, w którym występował do roku 2012, rozgrywając siedemdziesiąt dziewięć spotkań i zdobywając dwie bramki.
W listopadzie 2011 roku przeprowadził się do Szkocji, by rozpocząć naukę na Robert Gordon University w Aberdeen, a jego klub podpisał umowę o wypożyczeniu go do Keith FC. Podczas wiosennych wakacji grał znów w B36 Tórshavn, a w sierpniu 2012 roku powrócił na studia i podpisał kontrakt z Forfar Athletic. W trakcie dwóch kolejnych sezonów reprezentował klub dwadzieścia jeden razy, nie zdobywając żadnej bramki. Jego drużyna zajmowała kolejno czwarte i siódme miejsce w tabeli drugiej dywizji szkockiej.
23 czerwca 2014 roku, w dniu otwarcia okna transferowego, został ponownie oficjalnie zawodnikiem B36 Tórshavn, z którą trenował jednak od początku miesiąca. Færø wrócił wówczas do gry po kontuzji, której nabawił się podczas gry w Szkocji. W klubie grał przez dwa sezony, w obu sięgając po tytuł mistrza kraju. Wystąpił łącznie czterdzieści dziewięć razy i strzelił trzy gole. Początek roku 2016 spędził w Banks O' Dee, występującym w Scottish Junior Football Association. Po osiemnastu meczach i sześciu strzelonych w nich bramkach został uznany za piłkarza roku. Od czerwca 2016 roku ponownie rozgrywa swoje mecze w B36 Tórshavn.

## Kariera reprezentacyjna
Odmar Færø reprezentował swój kraj po raz pierwszy 6 października 2006 roku podczas meczu reprezentacji Wysp Owczych U-19 przeciwko Szwecji, który zakończył się porażką 1:4. Następnie zagrał jeszcze w pięciu spotkaniach kadry U-19, nie zdobywając w nich ani jednej bramki. W kadrze U-21 zadebiutował 17 listopada 2007 roku w przegranym 0:5 meczu przeciwko Albanii. Większość spotkań rozegrał jednak na przełomie lat 2009 i 2010.
Do reprezentacji Wysp Owczych w piłce nożnej powoływano go już w roku 2009, jednak zadebiutował trzy lata później, 15 sierpnia 2012 roku w przegranym 0:2 meczu towarzyskim przeciwko Islandii. Dotychczas wystąpił w piętnastu spotkaniach, nie zdobywając żadnej bramki.

## Sukcesy

### Klubowe
B36 Tórshavn
- Mistrzostwo Wysp Owczych (3x): 2011, 2014, 2015
- Finał Pucharu Wysp Owczych (1x): 2008

### Indywidualne
- Obrońca roku Effodeildin (1x): 2015[14]
- Piłkarz roku Scottish Junior Football Association (1x): 2015/16